# Werner Rauh
Werner Rauh, född den 16 maj 1913 i Niemegk, död den 7 april 2000 i Heidelberg, var en tysk biolog och botaniker specialiserad på ananasväxter och suckulenta växter.
Auktorsnamnet Rauh kan användas för Werner Rauh i samband med ett vetenskapligt namn inom botaniken; se Wikipediaartiklar som länkar till auktorsnamnet.